# Bani Israël
Pour les articles homonymes, voir Bani et Israël (homonymie).
Bani Israël est une commune du Sénégal situé à l'est de Tambacounda.
Lors du dernier recensement (2002), la localité comptait 1 860 habitants.